# 恰其力克牧场
恰其力克牧场，是中华人民共和国新疆维吾尔自治区阿克苏地区温宿县下辖的一个类似乡级单位。

## 行政区划
恰其力克牧场下辖以下地区：
第一虚拟村。